# Lombardo Ontiveros
Rodolfo Lombardo Ontiveros Gomez (Escuinapa, 9 novembre 1983) è un pallavolista e giocatore di beach volley messicano.